# Nora (film, 2008)
Pour les articles homonymes, voir Nora (homonymie).
Pour plus de détails, voir Fiche technique et Distribution.
Nora est un film documentaire réalisé en 2008 par Alla Kovgan et David Hinton.

## Synopsis
Nora est basé sur l’histoire véridique d'une danseuse, Nora Chipaumire, qui est née au Zimbabwe en 1965. Dans le film, Nora revient aux paysages de son enfance et voyage à travers les mémoires vives de sa jeunesse. Utilisant l'exécution et la danse, elle donne vie à son histoire à travers une poésie de sons et d’images aux mouvements rapides. Tourné entièrement en Afrique du Sud, "Nora" inclut une multitude d'interprètes locaux et des danseurs de tout âge, de jeunes écoliers aux grands-mères, et une grande partie de la musique a été composée spécialement par une légende de la musique zimbabwéenne, Thomas Mapfumo.

## Fiche technique
- Réalisation : Alla Kovgan et David Hinton
- Production : Movement Revolution Productions (MRP)
- Scénario : Alla Kovgan, David Hinton, Nora Chipaumire
- Image : Mkrtich Malkhasyan
- Musique : Thomas Mapfumo
- Montage : Alla Kovgan

## Distribution
- Nora Chipaumire
- Souleymane Badolo

## Récompenses
- Dance on Camera, New York 2009
- Black Maria Film Festival 2009
- Honolulu Film Festival 2009
- FIFA, Festival of Films on Art Canada 2009
- Ann Arbor Film Festival 2009